# کویینزینیو
خواکیم آلبرتو داسیلوا ملقب به کویینزینیو (انگلیسی: Quinzinho; ۴ مارس ۱۹۷۴ – ۱۵ آوریل ۲۰۱۹) بازیکن فوتبال اهل آنگولا بود که در پست مهاجم بازی می‌کرد.
از باشگاه‌هایی که در آن بازی کرده‌است می‌توان به باشگاه ورزشی آوش، باشگاه فوتبال آلورکا، باشگاه فوتبال ریو آوه، باشگاه فوتبال لیریا، باشگاه فوتبال رایو وایکانو، باشگاه فوتبال پورتو، باشگاه ورزشی فارنسی، باشگاه ورزشی اشتوریل پرایا، و باشگاه فوتبال گوانگ‌ژو اشاره کرد.
وی همچنین در تیم ملی فوتبال آنگولا بازی کرده‌است.

## دوران باشگاهی
کویینزینیو که در لواندا، آنگولای پرتغالی به دنیا آمد، در سال ۱۹۹۵ از باشگاه محلی اتلتیکو اسپورت آویاسائو با باشگاه فوتبال پورتو قرارداد امضا کرد. او در طول دوران حضورش در باشگاه پورتو، کم بازی کرد زیرا ابتدا پشت سر دومینگوس پاسینسیا و بعداً ماریو جاردل قرار داشت، پس به تیم‌های دیگر مانند باشگاه فوتبال لیریا و باشگاه فوتبال ریو آوه قرض داده شد. پس از آن مدتی به صورت قرضی به باشگاه فوتبال رایو وایکانو پیوست و پس از بازگشت از اسپانیا، توسط پورتو به دیگر باشگاه‌های فوتبال پرتغالی نظیر فارنسی، آوش و آلورکا قرض داده شد و تا این‌جا همواره در لیگ برتر بازی کرد.
در ژانویه ۲۰۰۳، پس از نیم فصل بازی در سگوندا لیگا با پیراهن اشتوریل پرایا، به چین و باشگاه فوتبال گوانگ‌ژو نقل مکان کرد و پنج سال در این کشور، در سوپر لیگ فوتبال چین و سطح دوم فوتبال این کشور ماندگار شد.
در نهایت کویینزینیو، برای فصل آخر فوتبال به آنگولا بازگشت و برای آخرین بار با پیراهن باشگاه اِی‌اس‌اِی، که ورزش حرفه‌ای را از آن آغاز کرده‌بود، به میدان رفت و از مستطیل سبز خداحافظی کرد.

## دوران ملی
کویینزینیو در طول هفت سال و دو ماه ۴۰ بازی ملی برای آنگولا انجام داد. او اولین بازی خود را در ۴ سپتامبر ۱۹۹۴ در برد خانگی ۲–۰ مقابل تیم ملی فوتبال نامیبیا برای مقدماتی جام ملت‌های آفریقا ۱۹۹۶ انجام داد.
کویینزینیو در جام ملت‌های آفریقا ۱۹۹۶ و ۱۹۹۸ برای تیم انتخاب شد و در مجموع سه گل به ثمر رساند که در هر دو تورنمنت در مرحله گروهی حذف شدند.

## زندگی شخصی
فرزند او، الکساندر، که به نام شانده سیلوا شناخته می‌شود، نیز بازیکن فوتبال است و هم‌اکنون برای تیم ناتینگهام فارست بازی می‌کند.

### مرگ
در ۱۵ آوریل ۲۰۱۹ کویینزینیو که در آن زمان برای باشگاه فوتبال ویلافرانکوئنسه به عنوان یک فیزیوتراپ کار می‌کرد، پس از دویدن در آلورکا دو ریباتژو دچار حمله قلبی شد و اندکی بعد در سن ۴۵ سالگی درگذشت. او در لیسبون به خاک سپرده شد.